# Trachypachidae
Famille
Taxons de rang inférieur
- Trachypachinae
- Systolosomatinae
- Eodromeinae

Les Trachypachidae sont une famille d'insectes de l'ordre des coléoptères.
Les Trachypachidae actuels ne comptent que six espèces dans deux genres (il y a une vingtaine de genres fossiles).

## Liste des genres et espèces
Selon Catalogue of Life (1 septembre 2014) :
- genre Systolosoma
- genre Trachypachus

Selon ITIS (1 septembre 2014) :
- genre Trachypachus Motschulsky, 1845

Selon NCBI (1 septembre 2014) :
- genre Systolosoma
  - Systolosoma breve
  - Systolosoma lateritium
- genre Trachypachus
  - Trachypachus gibbsii
  - Trachypachus holmbergi
  - Trachypachus slevini